# Mike Downey (columnista)
Mike Downey (9 de agosto de 1951 - 12 de junio de 2024) fue un columnista estadounidense de periódicos. Era conocido por sus columnas en el área de Chicago, escribiendo para el Chicago Tribune, el Chicago Sun-Times y el Chicago Daily News. En sus últimos años, comenzó a escribir para el Los Angeles Times y CNN.

## Carrera
Downey comenzó su carrera en el periodismo a los 15 años para una cadena de periódicos en los suburbios del sur de Chicago. Fue reportero de policía, escritor de entretenimiento, editor, crítico y columnista, y cubrió convenciones políticas nacionales, juicios por asesinato y doce Juegos Olímpicos. Entre sus asignaciones estuvieron una carrera de yates de la Copa América en Australia, tenis en Wimbledon, el Abierto Británico de golf en Escocia, la carrera ciclista del Tour de Francia, las finales de hockey de la Copa Stanley en Montreal y el Mundial de fútbol en Italia, así como competiciones de los Juegos Panamericanos en Argentina y Cuba.
También fue columnista para The Sporting News y Sport Magazine y durante 15 años escribió una columna humorística para la revista Inside Sports conocida como "The Good Doctor". Fue corresponsal deportivo destacado para la radio KABC en Los Ángeles y para la radio WJR en Detroit y a menudo fue panelista en el programa semanal de debate de ESPN, The Sports Reporters. Fue votante para el Salón de la Fama del Béisbol.
En votaciones a nivel estatal por sus colegas, Downey fue seleccionado como el escritor deportivo del año por la Asociación Nacional de Locutores y Escritores Deportivos once veces, en Illinois (dos veces), Michigan (dos veces) y California (siete veces).
Fue honrado por su columna de noticias por el Club de Prensa de Los Ángeles en 1998 y ganó el Premio Eclipse de 1994, el mayor honor en las carreras de caballos de pura sangre. Los escritos de Downey aparecieron en una variedad de revistas nacionales, incluyendo GQ, Parade, Entertainment Weekly, Disney Adventures, American Way, Reader's Digest y TV Guide.
De 2003 a 2008, Downey escribió la columna "In the Wake of the News" para el Chicago Tribune, originada por Ring Lardner en 1913, reemplazando a Skip Bayless en esa posición en el Tribune. También fue columnista de noticias, entretenimiento y deportes para el Los Angeles Times, el Detroit Free Press, el Chicago Sun-Times y el Chicago Daily News.
Fue incluido como personaje en la novela Be Cool de Elmore Leonard. En su retiro, escribió reseñas de libros para el Times y columnas para CNN.com.

## Vida personal
Downey nació en Chicago Heights, Illinois, el 9 de agosto de 1951. Se graduó a los 16 años de la Bloom Township High School en Chicago Heights.
Downey residía en Rancho Mirage, California. Estaba casado con la cantante Gail Martin, hija del artista Dean Martin. Downey murió de un ataque al corazón en Rancho Mirage, el 12 de junio de 2024, a la edad de 72 años.